# Saint-Jean-de-Vaux
Saint-Jean-de-Vaux è un comune francese di 406 abitanti situato nel dipartimento della Saona e Loira nella regione della Borgogna-Franca Contea.

## Società

### Evoluzione demografica
Abitanti censiti